# Classe Grado
La classe Grado della Marina Militare era composta da due unità ex statunitensi LST della United States Navy: lo USS De Soto County e lo USS York County. Entrati a far parte della Marina Militare, furono ribattezzati rispettivamente Grado (distintivo ottico L 9890) e Caorle (distintivo ottico L 9891) per fornire supporto alle truppe da sbarco del 1º Reggimento "San Marco".
Queste navi potevano trasportare oltre 500 uomini ed erano bene armate potendo contare su sei cannoni da 76/50 mm in 3 impianti binati del tipo Mk 33, ma non avevano supporto elicotteristico a bordo per l'elisbarco e per l'appoggio tattico delle truppe anfibie che unita alla mancanza di un bacino allagabile ne limitava l'operatività.
Le due unità andarono a sostituire altre due unita ex statunitensi, Anteo e Etna che entrate a far parte della Marina Militare nel 1962 vennero dismesse nel 1973 e le vecchie unità della classe Stromboli dismesse nel 1972 ed affiancarono un'altra unità ceduta da Washington, l'Andrea Bafile in servizio dal 1968 al 1981.
L'operazione Libano 1, cominciata il 21 agosto 1982 con la partenza dall'Italia, vide protagoniste entrambe le unità. Lo stesso capitò con l'operazione Libano 2 che iniziò il 20 settembre 1982.
La vetustà delle navi è ben testimoniata dall'incidente tecnico occorso alla nave Grado la tarda sera del giorno 21. L'incidente consistente nell'ingrippamento di tre cuscinetti del motore termico di sinistra: per rimediare al problema la marina fu costretta ad inviare in soccorso il rimorchiatore Proteo e tecnici e materiale di ricambio per mezzo di elicottero. Raddobbato il motore la Grado proseguì autonomamente, anche se arrivò a destinazione con oltre 24 ore di ritardo.
Le due unità vennero acquistate in seguito alla rinuncia di costruire la Classe Quarto. Il programma che prevedeva cinque unità, vide il varo del Quarto e l'impostazione del Marsala. Le prove del Quarto dimostrarono che la nave era non idonea al compito cui era stata destinata, per cui venne adattata a nave esperienze rilevando in tale compito nel 1975 lo Aviere, mentre a costruzione del Marsala venne sospesa prima del varo e quella delle altre unità annullata.
Le due unità inquadrate nella IIIª Divisione Navale prestarono servizio rispettivamente fino al 1988 e fino al 1989, quando vennero poste in disarmo per essere definitivamente radiate nel 1992 e successivamente demolite. Vennero sostituite dalle unità della Classe San Giorgio, affiancate a sua volta nel loro compito dalla San Giusto.

## Unità

### Grado (L 9890)
La nave, ex USS De Soto County (LST-1171), venne costruita nei cantieri Avondale Shipyard nella Louisiana; fu impostata il 15 settembre 1956 varata il 28 febbraio 1957 ed entrata in servizio il 10 giugno 1960. Dopo aver prestato servizio con la Sesta Flotta nel Mediterraneo, dove si guadagnò una Meritorious Unit Commendation e nel 1969 durante la guerra del Vietnam, dove le venne conferita una battle star, il 17 novembre 1972 venne ceduta all'Italia. È intitolata alla città di Grado ma porta anche il nome di un battaglione di fanteria di marina che prestò servizio aggregato alla III Armata sul fronte del Piave nella prima guerra mondiale.
La nave era inquadrata con la sua gemella Caorle nella IIIª Divisione Navale prestando servizio fino al 1988, quando venne posta in disarmo per essere definitivamente radiata nel 1992 e successivamente demolita.

### Caorle (L 9891)
La nave, ex USS York County (LST-1175), venne costruita nei cantieri Newport News Shipbuilding and Drydock Co. nella Virginia; fu impostata il 4 giugno 1956, varata il 5 marzo 1957 ed entrata in servizio il 10 giugno 1960. La sua vita operativa fu ricca anche se non particolarmente densa di operazioni di combattimento, tra le quali si annota la partecipazione, il 7 ottobre 1964, all'operazione Steel Pike I, la più grande operazione anfibia dai tempi della seconda guerra mondiale. Partecipò al blocco di Cuba e all'invasione dei marines della Repubblica Dominicana. Fu anche nave recupero per la capsula spaziale Apollo 4 dal 31 ottobre 1967 al termine delle operazioni.
Il 17 luglio 1972 venne ceduta all'Italia e ribattezzata Caorle. Nave Caorle è stata nave insegna della IIIª Divisione Navale.
È intitolata alla città di Caorle ma porta anche il nome di un battaglione di fanteria di marina che prestò servizio aggregato alla 3ª Armata sul fronte del Piave nel corso della prima guerra mondiale.

## Galleria d'immagini

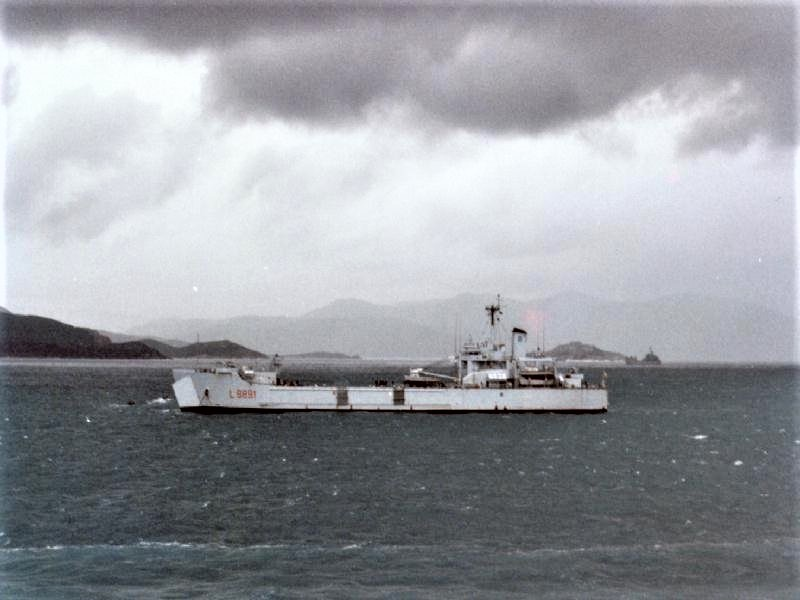
Nave Caorle
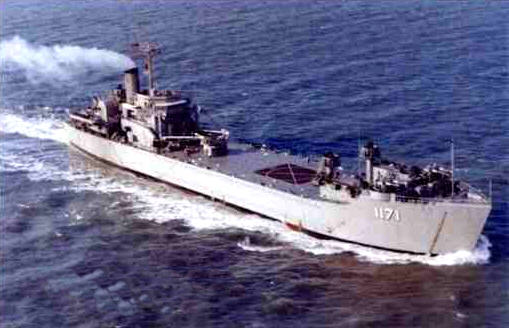
Nave Grado ai tempi del servizio nella US Navy